# Давньоугорські племена

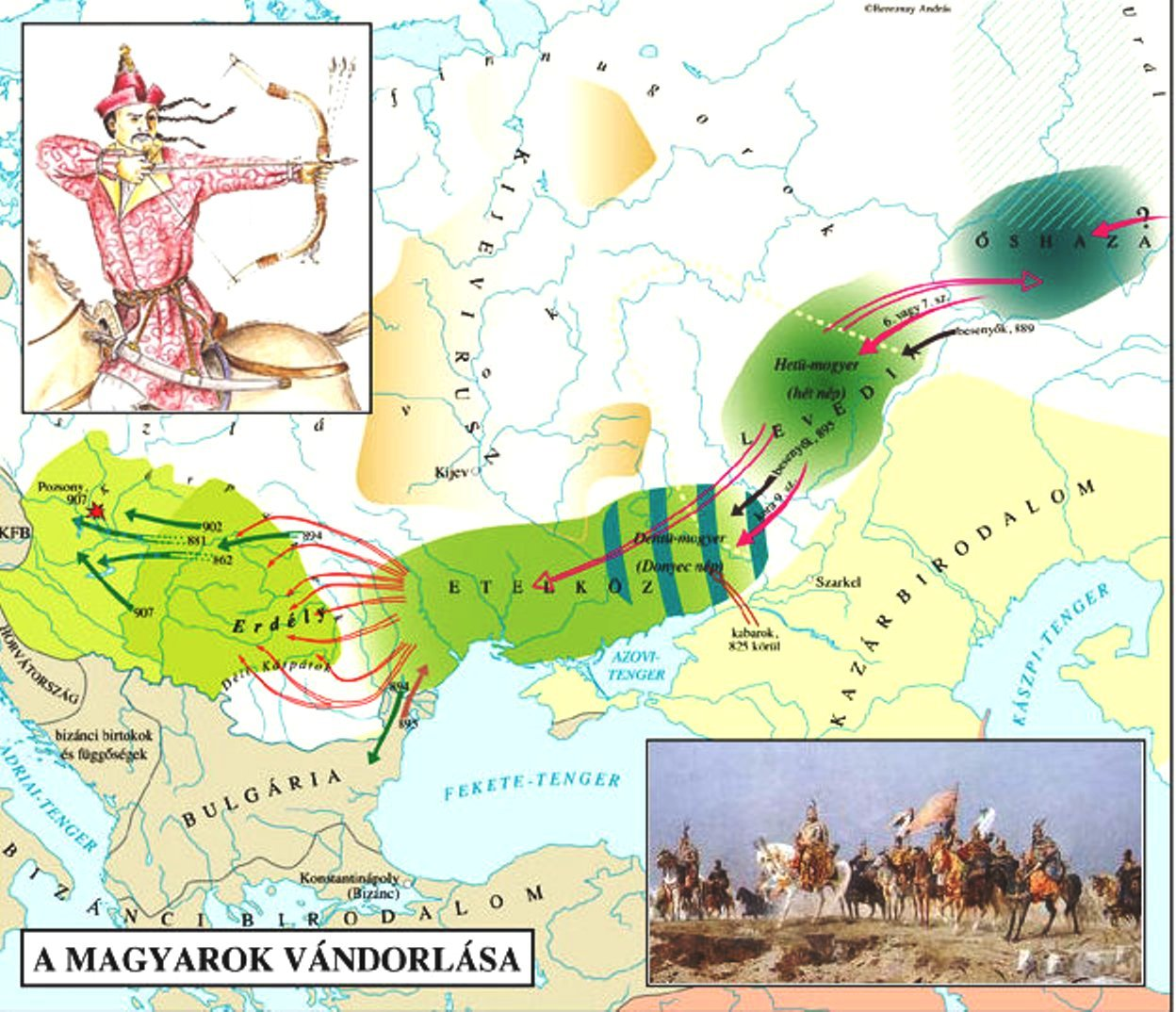
Міграція угорських племен згідно фінно-угорської теорії

Давньоугорські племена (угор. Magyar törzsek, англ. Magyar tribes) — конфедерація угорських племен в епоху малого переселення народів, періоду вторгнення в Паннонію кінця ІХ — початку Х ст. та встановлення угорської батьківщини у вигляді заснованої там близько 1000 року християнської монархії — Угорського королівства.

## Угорська передісторія
Угорська передісторія (угорською мовою — magyar őstörténet) охоплює період історії угорського народу, або мадярів, який почався з відділення угорської мови від мов інших фінно-угорських мов близько 800 року до н. е. і закінчився угорським завоюванням Карпатського басейн близько 895 року нашої ери. Ґрунтуючись на найдавніших записах про мадярів у візантійських, західноєвропейських та угорських хроніках, вчені протягом століть вважали їх нащадками стародавніх скіфів і гунів. Ця історіографічна традиція зникла після усвідомлення подібності між угорською мовою та уральськими мовами наприкінці 18 століття. Відтоді лінгвістика стала основним джерелом вивчення етногенезу угорців. Крім того, хроніки, написані між IX і XV століттями, результати археологічних досліджень і фольклорні аналогії дають відомості про ранню історію мадярів.
Дослідження у скам'янілостях пилку певних дерев, зокрема модрини та в'яза, та їх назви у споріднених мовах, дозволяє припускати, що носії протоуральської мови — розрізнені групи неолітичних мисливців, жили в регіоні Уральських гір в 4 тисячолітті до н. е. Вони селились на значних територіях, що зумовило розвиток окремої прафінно-угорської мови до кінця тисячоліття. Лінгвістичні дослідження та археологічні дослідження свідчать про те, що ті, хто розмовляв цією мовою, жили в ямах і використовували декоровані глиняні посудини. Заболочення території після 2600 року до нашої ери спричинило нові міграції. Немає наукового консенсусу щодо Urheimat, тобто первісної батьківщини угорських народів — одні дослідники вважають. що вони жили або в районі річки Тобол, інші — вздовж річки Ками та верхів'їв річки Волги близько 2000 років до нашої ери. Вони жили осілими громадами, вирощували просо, пшеницю та інші зернові культури, розводили тварин — особливо коней, велику рогату худобу, свиней. Запозичення слів, пов'язаних із тваринництвом, з праіранських племен, показують, що вони мали тісні контакти зі своїми сусідами. Найпівденніші групи угрів перейняли кочовий спосіб життя близько 1000 р. до н. е. через розширення степів на північ.
Розвиток угорської мови розпочався приблизно в 800 р. до н. е. зі зникненням пасовищ, що спричинило міграції кочових угорських груп на південь. Історія стародавніх мадярів протягом наступної тисячі років невідома; вони жили в степах, але місце знаходження їхнього Urheimat є предметом наукових дебатів. Відповідно до однієї з теорій, вони спочатку жили на схід від Уралу та мігрували на захід до «Великої Угорщини» не пізніше 600 року нашої ери. Інші вчені стверджують, що Magna Hungaria була початковою батьківщиною мадярів, звідки вони переселилися або в регіон Дону, або в басейн річки Кубань до 830-х років нашої ери. Сотні запозичених слів із тюркських мов чуваського типу доводять, що мадяри були тісно пов'язані з тюркськими народами. Візантійські та мусульманські автори розглядали їх як тюркський народ у 9-10 століттях.
Союз між мадярами та болгарами наприкінці 830-х років був першою історичною подією, яка була точно зафіксована у зв'язку з мадярами. За словами візантійського імператора Костянтина VII Багрянородного, мадяри жили в Леведії на кордонах Хозарського каганату на початку IX століття і підтримували хозар у їхніх війнах «протягом трьох років». Мадяри були організовані в племена, кожне з яких очолювали свої «воєводи», тобто воєначальники. Після навали печенігів на Леведію група мадярів перейшла через Кавказькі гори і оселилися на землях на південь від гір, але більшість людей втекла в степи на північ від Чорного моря. Зі своєї нової батьківщини, відомої як Етелькьоз, у 870-х роках мадяри контролювали землі між Нижнім Дунаєм і Доном. Конфедерація їхніх семи племен очолювалася двома верховними вождями, кенде та г'юла. Кабари  – група бунтівних підданих хозарів — приєдналися до мадярів в Етелькьозі. Мадяри регулярно нападали на сусідні слов'янські племена, змушуючи їх платити данину і захоплюючи полонених для продажу візантійцям. Скориставшись війнами між Болгарією, Східним Франкським королівством і Моравією, вони проникали до Центральної Європи між 861 і 894 рр. щонайменше чотири рази. Нове вторгнення печенігів змусило мадярів залишити Етелькьоз, перетнути Карпати й оселитися в Паноннії близько 895 року.

## Етноніми
Етнонім угорського племінного союзу невизначений. Згідно з однією з точок зору, в описах Анонімуса Угорського, федерація називалася «Hetumoger» (сучасне угорське «Hétmagyar») або «федерація семи мадярів», тобто, «сім князів, які називаються сім мадярів». Існує версія, що українське слово мадяр* (угор. модьор) походить від імені найбільшого угорського племені, що називалося «Медьер» (угор. «Megyer»). Племінним ім'ям стало українське «Мадяр» (угор. «Модьор»), що відноситься до угорського народу в цілому і використовується у самоназві країни «Magyarország» («Модьоросаґ», укр. «Угорщина»).
Під різними етнічними назвами угорці згадуються в арабських, візантійських, слов'янських і західноєвропейських джерелах у 9-10 століттях. Арабські вчені називали їх мадярами, башкирами або турками. Візантійські автори згадували їх як гунів, унгрів, тюрків або савардів. Слов'янські джерела вживали етноніми угри, а західноєвропейські автори писали про хунгрів, паннонців, аварів, гунів, тюрків і агаренів. На думку лінгвіста Гюли Немета, численні етноніми — особливо унгри, саварди та турки  – відображають те, що мадяри були інтегровані в різні імперії євразійських степів — племінні конфедерації оногурів і сабірів, а також Тюркського каганату  – до здобуття незалежності. Назва «башкири», ймовірно, походить від близькості до тюркомовних башкир, групи, яка й на сьогодні залишається на південному Уралі.
Ібн Руста першим зафіксував варіант самоназви угорців; (аль-Маджгарійя). Згідно з науковою теорією, етнонім «мадяри» є складним словом — перша частина слова (magy-) була пов'язана з кількома записаними або гіпотетичними словами, включаючи самоназву мансі (māńśi) і реконструйоване угорське слово для людини (*mańća). Друга частина (-er або -ar) могла розвинутися з реконструйованого фінно-угорського слова-назви чоловіка або хлопчика (*irkä)або від тюркського слова зі схожим значенням (ери або ірі). Алан В. Ертл пише, що етнонім спочатку був назвою меншої групи, племені Мег'єр; воно розвинулося в етнонім, тому що меґер був наймогутнішим племенем у народі. Більшість вчених погоджуються, що угорський екзонім та його варіанти походять від імені оногурів. Ця форма почала поширюватися в Європі за слов'янського посередництва.
Письмові джерела називали мадярів «угорцями» ще до завоювання Паннонського басейну, коли вони ще проживали в степах Східної Європи, в Північному Причорномор'ї. У 837 році «Унгрі», згадуються Георгієм Монахом; у 862 році «Унгрі» в «Бертинських анналах» (лат. Annales Bertiniani); у 881 році «Унгарі» в «Annales ex Annalibus Iuvavensibus» (також звані «Annals of Salzburg»). Англійська назва народу «Hungarian» є похідною від латинських форм «Ungri» або «Ungari».
До давніх угорських племен відносять сім мадярських племен, до яких приєдналися три хазарські роди Каварів:
1. Єну — (угор. Jenő, грец. γενάχ)
2. Кеси — (угор. Keszi, грец. κασή)
3. Кийр — (угор. Kér, грец. καρή)
4. Кюртдьормот — (угор. Kürtgyarmat, грец. κουςτουγερμάτου)
5. Медьєр — (угор. Megyer, грец. μεγέρη)
6. Нєйк — (угор. Nyék, грец. νέκη)
7. Тор'ян — (угор. Tarján, грец. ταριάνου)
8. Кавари — (угор. Kabarok, грец. κάβαροι)

## Формування угорського народу

### До відокремлення угорської мови (добл.800р. до н.е.)

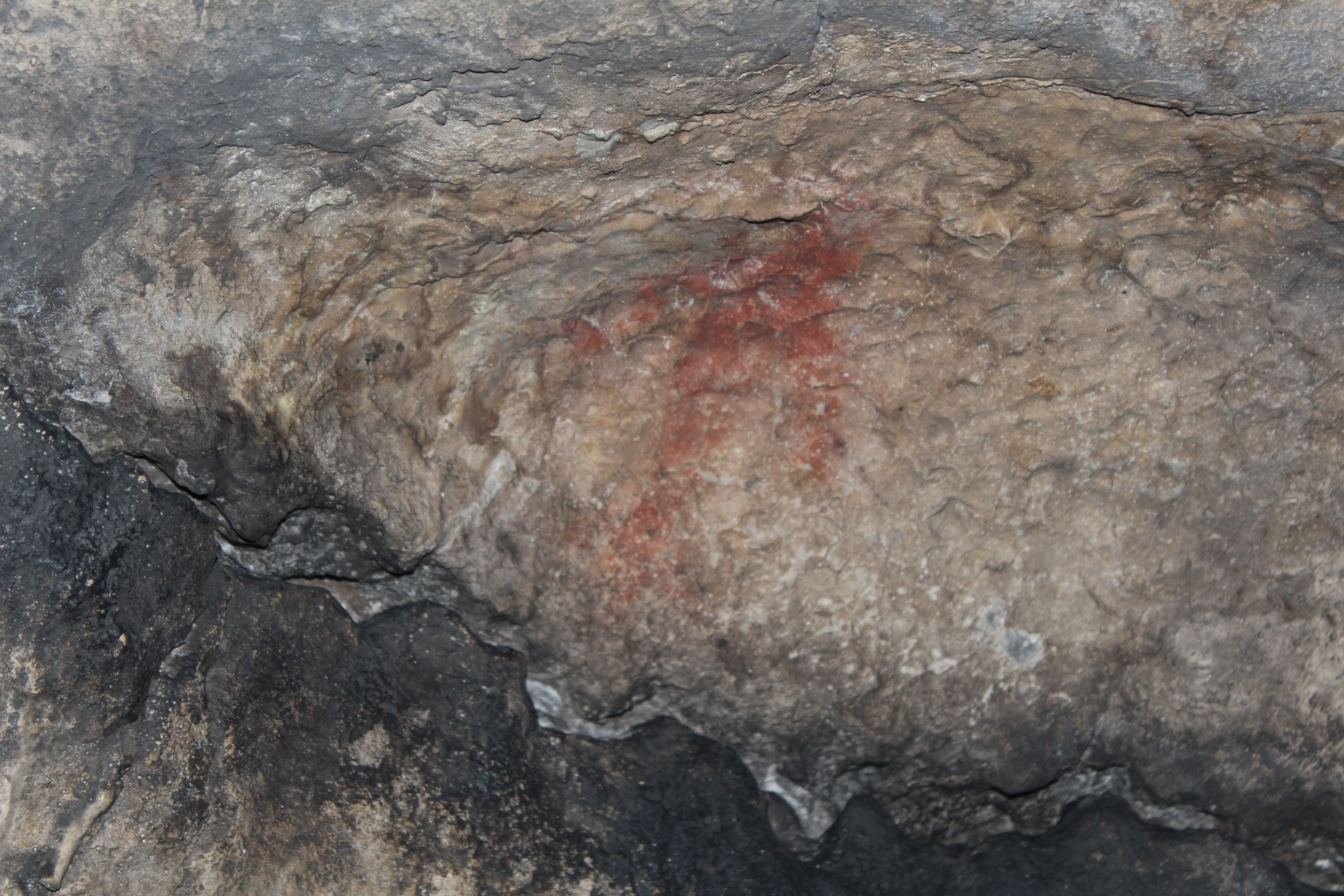
Наскальний живопис в печері Ігнатьева на Уралі

Угорську мову традиційно класифікували як угорську мову в сім'ї уральських мов, але існують й інші погляди. Наприклад, лінгвіст Тапані Салмінен заперечує існування протоугорської мови, кажучи, що угорська мова була членом « ареальної генетичної одиниці», яка також включала пермські мови. Палеолінгвістичні дослідження свідчать про те, що носії протоуральської мови жили на території, де росли разом чотири дерева — модрина, ялиця, ялина та в'яз. Вивчення пилку в скам'янілостях показує, що ці дерева можна було знайти по обидві сторони Уральських гір вздовж річок Обі, Печори і Ками в 4 -му тисячолітті до н. е. У цей період землі між Уралом і Камою були малозаселені. Приблизно з 3600 року до нашої ери неолітична матеріальна культура з регіону Уралу поширилася на великі території на захід і схід. Виникли регіональні варіанти, що демонструють появу груп людей, які не мали тісного контакту між собою.
Близько 1000 основних слів угорської мови, включаючи назви пір року та природних явищ, а також найбільш часто вживані дієслова, мають споріднені слова в інших фінно-угорських мовах, що свідчить про тимчасове існування протофінно-угорської мови. Приблизно між 2600 і 2100 роками до нашої ери кліматичні зміни спричинили поширення боліт по обидва боки Уралу, змусивши групи жителів покинути свої місця проживання. Фінно-угорська мовна єдність зникла, а нові мови виникли близько 2000 року до нашої ери.
Подальші кліматичні зміни, що відбулися між 1300 і 1000 роками до н. е., спричинили розширення степів на північ приблизно на 200—300 кілометрів, що змусило найпівденніші угорські групи прийняти кочовий спосіб життя. Близько 800 року до нашої ери клімат знову змінився з початком більш вологого періоду, що змусило кочові угорські групи розпочати міграцію на південь, слідуючи лукам. Їхній рух відокремив їх від північних угорських груп, що дало початок розвитку мови, з якої виникла сучасна угорська. За словами історика Ласло Контлера, концепція «захмарного дерева» та деякі інші елементи угорського фольклору, ймовірно були успадковані з періоду фінно-угорської єдності. Мелодії найпоширеніших угорських похоронних пісень виявляють подібність до мелодій хантських епічних пісень

### Первісна батьківщина угорців(бл.800р. до н.е.— до 600р. н.е.)

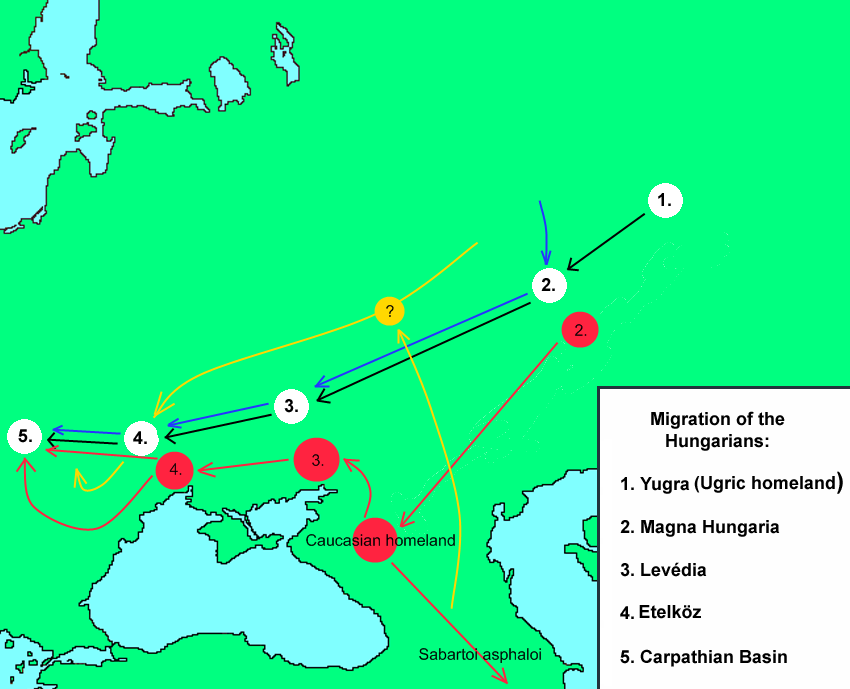
Карта із зображенням можливих прабатьківщин угорців та їхніх міграцій

Олень і орел, які є популярними мотивами угорського мистецтва X століття, мають близькі аналогії в скіфському мистецтві. Скіфи, сармати та інші народи, які розмовляли індоіранськими мовами, домінували в євразійських степах між приблизно 800 р. до н. е. і 350 р. н. е. У цей період усі етнічні групи в степах були кочівниками з майже однаковою матеріальною культурою, для яких певна ідентифікація мадярів неможлива, саме тому точне місцезнаходження їхньої батьківщини є предметом наукових дебатів. Рона-Тас каже, що розвиток угорської мови почався в районі річок Ками та Волги, на захід від Уралу. Археолог Іштван Фодор пише, що первісна батьківщина лежала на схід від Уралу. Він каже, що деякі риси курганів, споруджених у Челябінську в 4 столітті до нашої ери, включаючи північну орієнтацію голів померлих і геометричні мотиви на глиняних посудинах, покладених у могили, схожі на старіші поховання, які він приписує уграм.

## Міграції

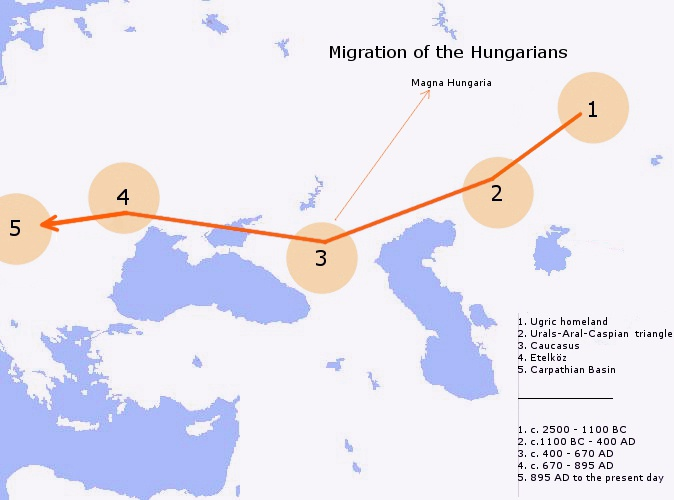
Карта, що зображує теорію Петера Вереша про мадярів Urheimat та їхні міграції, включно з їх перебуванням у регіоні річки Кубань

### Ранні міграції на захід (до 600р. н.е.—бл.750 або 830р. н.е.)

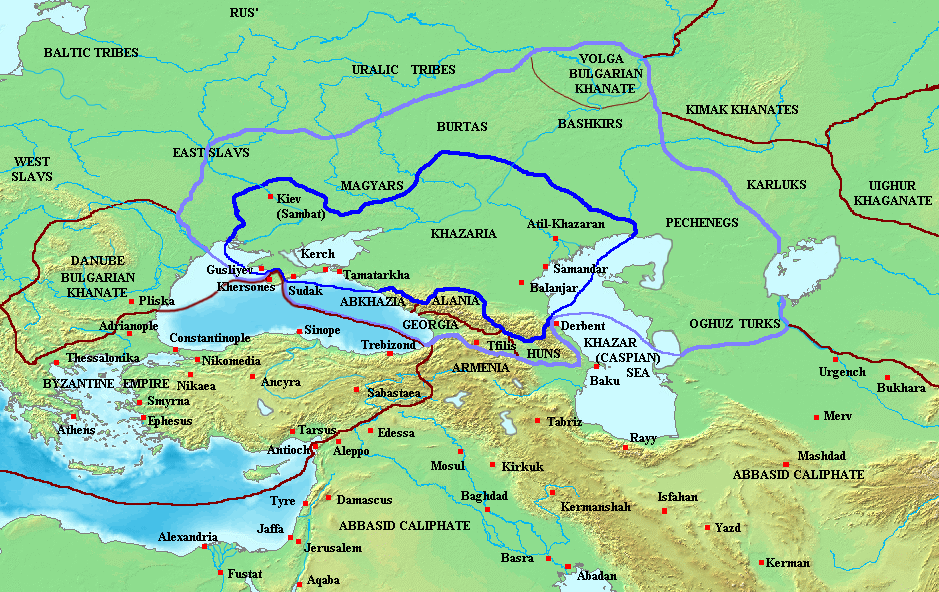
Хозарський каганат близько 830 р.

У 1230-х роках брат Юліан вирушив шукати легендарну батьківщину угорців Magna Hungaria, прочитавши про неї та групу угорців, які залишилися там, в угорській хроніці. Він зустрів угорськомовну групу «біля великої річки Етіль» (Волги або Ками) на землі волзьких булгар, у більш широкому регіоні сучасного Башкортостану у Східній Європі. Чи Велика Угорщина була початковою батьківщиною угорців, чи предки угорців оселилися у Великій Угорщині після міграції до Європи зі своєї початкової батьківщини Західного Сибіру, досі є предметом наукових дебатів. Відповідно до третьої наукової теорії, Велика Угорщина не була ані початковою батьківщиною мадярів, ані їхньою першою батьківщиною в Європі. Натомість предки східних угорців, яких зустрів брат Юліан, переселилися до Великої Угорщини з півдня.
Згідно з науковою теорією, назва принаймні одного мадярського племені, дьярмат, пов'язана з назвою башкирської групи, юрмати. Специфічні обряди поховання — використання посмертних масок і розміщення частин коней у могилах — показуючи кладовище 9-го або 10-го століття в місці злиття Волги та Ками поблизу сучасного Великого Тиганя в Башкортостані також є засвідчена серед мадяр, які жили в Карпатському басейні в X ст. Більшість спеціалістів стверджують, що цвинтар у Великих Тиганах використовувався мадярами, які або залишилися у Великій Угорщині, коли інші групи мадяр залишили територію, або переселилися туди з інших регіонів, які були заселені мадярами під час їх міграції.
Якщо початкова батьківщина мадярів була в Західному Сибіру, то замість того, щоб бути тотожною Magna Hungaria, їхні предки переселилися із Західного Сибіру до Східної Європи. Це мало відбутися між 500 р. до н. е. і 700 р. н. е. " Прохоровська культура " поширилася на території сучасного Башкортостану близько 400 р. до н. е. Міграція гунів на захід змусила багато груп людей із Західного Сибіру виїхати до Європи приблизно між 350 і 400 роками нашої ери. Напад аварів на сабірів у Сибіру поклав початок ряду переселень у 460-х роках. Приблизно між 550 і 600 роками міграція аварів до Європи змусила багато кочових груп переселитися.
Прихід гунів припинив панування іранських народів у євразійських степах. Після цього сабіри, авари, оногури, хозари та інші тюркські народи протягом століть контролювали пасовища Східної Європи. Гардізі описав мадярів як «відгалуження турків»; Лев Мудрий і Костянтин Багрянородний називали їх турками. Близько 450 угорських слів було запозичено з тюркських мов приблизно до 900 р. Найдавніший шар угорських народних пісень демонструє схожість з чуваськими піснями. Ці факти показують, що мадяри були тісно пов'язані з турками, поки вони перебували в понтійських степах.
Дьюла Немет, Андраш Рона-Тас та інші вчені пишуть, що протягом століть мадяри жили навколо річки Кубань, на північ від Кавказьких гір. Кажуть, що саме там мадяри перейняли тюркську термінологію виноградарства, зокрема bor («вино») і seprő («муло»), а також тюркські назви кизилу (som), винограду (szőlő) і деякі інші фрукти. Згідно з цими вченими, угорські слова аланського походження, включаючи asszony(„леді“, первісно „благородна або королівська дама“) — також були запозичені в цьому ж регіоні.

### Леведія (бл.750 або 830—бл.850)
Хозарський каганат був панівною владою в степах між річками Дніпро та Волга приблизно після 650 р. Археологічні знахідки показують, що кагани контролювали багатоетнічну імперію. „Салтово-Маяківська культура“, яка процвітала в цьому ж регіоні близько 750 і 900 років, мала принаймні сім варіантів. В угорських хроніках легенда про дивовижну ланю, здається, зберегла пам'ять про „тісний симбіоз, змішані шлюби та початкове злиття“ мадярів з різними етнічними групами — аланами, булгарами та оногурами, цього великого регіону.
Імператор Костянтин Багрянородний писав, що мадяри „з давніх-давен жили біля Хазарії, в місці, що зветься Леведія“, додаючи, що через цю територію протікає „річка Чідмас, також звана Чингілоус“ Ідентифікація (однієї чи двох) річок невідома. Багрянородний пов'язував Леведію з усією територією, де панували мадяри, але більшість сучасних істориків погоджуються, що він описав лише меншу область, розташовану на річці Дон. Період, коли мадяри оселилися в Леведії, також невідомий; це сталося або до 750 року (Іштван Фодор), або близько 830 року (Дьюла Крісто). Багрянородний сказав, що мадяри були названі „Sabartoi asphaloi“, або „непохитними Савартами“, коли вони перебували в Леведії. Рона-Тас каже, що етнонім є вигаданим терміном без історичної достовірності. Ґрунтуючись на тій самій конфесії, Карой Чегледі, Деже Дюммерт, Віктор Спіней та інші історики пов'язували мадярів або з сабірами кінця 6-го століття, або з племенем суварів волзьких булгар.
Костянтин Багрянородний писав, що мадяри „прожили разом з хазарами три роки і воювали в союзі з хазарами в усіх їхніх війнах“, що свідчить про те, що мадяри були підкорені хозарському кагану, згідно з науковою точкою зору. З іншого боку, як каже історик Дьєрдь Сабадош, слова імператора доводять рівне становище мадярів і хозар, а не підкорення мадярів кагану. Хоча імператор сказав, що співжиття мадярів з хозарами тривало лише три роки, сучасні історики схильні пропонувати довший період (20, 30, 100, 150, 200 або навіть 300 років).
Згідно з пам'ятним каменем, встановленим у 831 році або раніше, болгарський полководець на ім'я Окорсіс потонув у Дніпрі під час військового походу. Флорін Курта каже, що цей напис може бути „ першою підказкою“ про потрясіння в степах, спричинене переселенням мадярів на землі між Дніпром і Дунаєм». Найдавніші події в історії мадярів, які можна було точно ідентифікувати, відбулися у 830-х роках. Болгари найняли їх для боротьби проти своїх візантійських полонених, які повстали та спробували повернутися до Македонії наприкінці 830-х років, але візантійці розбили їх на берегах Нижнього Дунаю. Відповідно доAnnals of St. Bertin, руські посланці, які відвідали Константинополь у 839 році, могли повернутися на батьківщину лише через імперію Каролінгів, оскільки «шлях, яким вони досягли Константинополя, провів їх через примітивні племена, які були дуже лютими та дикими»; Курта і Крісто ототожнюють ці племена з мадярами. Ібн Руста писав, що хазари «раніше були захищені від нападу мадярів та інших сусідніх народів» ровом. Відповідно до наукової теорії, звіт Ібн Русти показує, що хозарський форт у Саркелі, який був побудований у 830-х роках, був одним із фортів, що захищали хазар від мадярів.

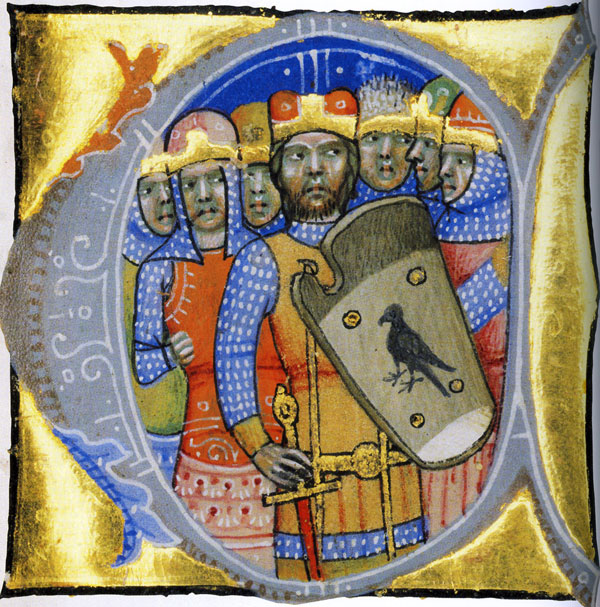
«Сім вождів» мадяр, зображених в « Ілюстрованій хроніці».

Згідно з Порфірогенетом, у Леведії, мадяри "були сім родів, але вони ніколи не мали над собою князя ні місцевого, ні чужого, але були серед них " воєводи " або вожді. Хоча точне значення терміна, який використовував імператор (genea), неможливо точно визначити, вчені традиційно розглядають мадярські «клани» або «племена» як етнічні та територіальні одиниці. В угорських хроніках згадки про «сім головних осіб» або «сім капітанів» означають існування семи племен угорців.

Багрянородний сказав, що племена не «підкорялися своїм власним [воєводам], але [мали] спільну угоду воювати разом з усією серйозністю та завзяттям… де б не спалахнула війна», припускаючи, що вожді племен були радше військовими, ніж політичні лідери. За словами Крісто, звіт імператора також показує, що племінна конфедерація не була «твердою політичною формацією з сильною згуртованістю» на початку 9 століття. Gesta Hungarorum називає сімох угорських вождів «Hetumoger» або «Сім мадярів». Подібні етноніми — включаючи Токуз Огуз(«Дев'ять огузів») і Onogur («Десять огузів») — припускають, що Геста зберегла назву конфедерації мадярських племен. Згідно з Порфирогенетом, Леведія була названа на честь Леведі, одного з угорських воєвод. За життя Леведі кангари, окрема група в племінній конфедерації печенігів, яку хозари вигнали з їхньої батьківщини, вторглися в Леведію та змусили мадярів поступитися територією. Група мадяр втекла через Кавказькі гори аж до Персії. Однак маси вирушили на захід і оселилися в регіоні під назвою Етелькоз. Більшість істориків сходяться на думці, що насильницький вихід мадярів із Леведії стався близько 850 року 
[П]еченіги, яких раніше називали «кангар» (бо це «кангар» було ім'ям, що означало шляхетність і доблесть серед них), вони потім розпалили війну проти [хозар] і, зазнавши поразки, були змушені покинути свою землю й оселитися на тій [мадярів]. І коли зав'язалася битва між [мадярами] і печенігами, які тоді називалися «кангар», військо [мадяр] було розбито і розкололося на дві частини. Одна частина пішла на схід і оселилася в регіоні Персії, і донині вони називаються стародавньою деномінацією [мадярів] «Sabartoi asphaloi»; але інша частина, разом зі своїм воєводою та начальником [Леведі], осіли в західних областях, у місцях, які називаються [Etelköz] …

—  Костянтин Багрянородний: De Administrando Imperio

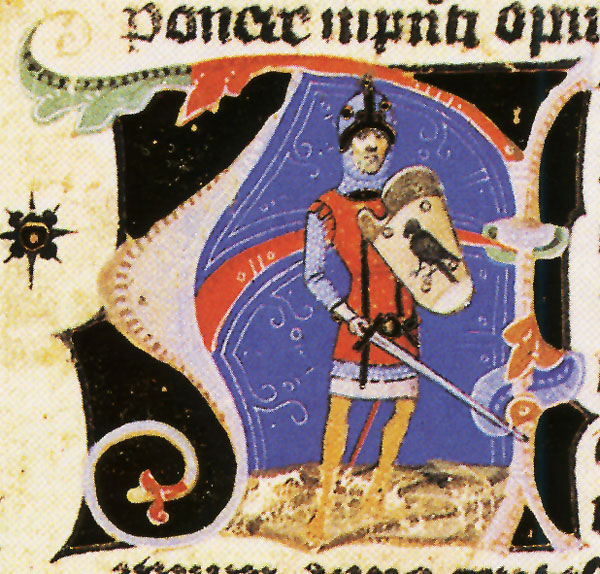
Алмош, зображений в Ілюмінованій хроніці, згідно з угорськими хроніками, він був першим головою федерації мадярських племен.

### Етелькоз (бл.850—бл.895)
Костянтин Багрянородний ототожнював Етелькоз із землями, де протікають річки «Баруш», «Кубу», «Трулос», «Брутос» і «Серетос» Ототожнення останніх трьох річок з Дністром, Прутом і Сіретом не викликає дискусій, але традиційне ототожнення Баруха з Дніпром і Коубу з Південним Бугом спростовується Спінеєм. Аль-Джейхані писав, що територія угорців була розташована між двома річками під назвами «tl» і «dwb» у 870-х роках. На думку сучасних дослідників, tl може стосуватися Волги, Дону або Дніпра; dwb ідентифікується як Дунай. Відповідно до Gesta Hungarorum, мадяри жили в «Скіфії» або " Dentumoger "; Остання назва, яка відноситься до річки Дон, свідчить про те, що мадяри населяли східні регіони припонтійських степів, згідно зі Спінеєм. Янош Харматта робить висновок, що Денту (реконструйовано як Dentü, угорська вимова:  [dɛnty]) була протоугорською назвою річки.
Хозарський каган послав своїх послів до мадярів невдовзі після того, як вони втекли з Леведії й оселилися в Етелькозі, згідно з Порфирогенетом. Каган запросив Леведі на зустріч, запропонувавши зробити Леведі верховним главою союзу мадярських племен в обмін на прийняття його сюзеренітету. Замість того, щоб прийняти пропозицію, Леведі запропонував запропонувати нове звання іншому воєводі, Алмошу, або синові останнього, Арпаду. Каган прийняв пропозицію Леведі і на його вимогу угорські вожді проголосили Арпада своїм головою. На думку Крісто і Спінеї, у звіті Порфирогенета збереглася пам'ять про створення центрального офісу в рамках федерації мадярських племен. Рона-Тас каже, що історія стосується лише «зміни династії»; падіння родини Леведі та поява династії Арпадів. На відміну від розповіді Порфирогенета, Gesta Hungarorum говорить, що першим верховним князем угорців був обраний не Арпад, а його батько.

Згідно з мусульманськими вченими, мадяри мали двох верховних вождів, кенде та ґюла, останній був їхнім правителем у 870-х роках. З їхнього звіту випливає, що каган надав хозарський титул голові федерації мадярських племен; Ібн Фадлан записав, що третій хозарський сановник був названий кюндюром у 920-х роках. У доповіді мусульманського вченого також випливає, що мадяри прийняли хозарську систему «подвійного королівства», згідно з якою верховна влада поділялася між священним правителем (кенде) і воєначальником (г'юла). 
Між країною [Печенігів] і країною Іскіль, що належить [Волзьким Булгарам], лежить перша з мадярських границь. … Їхній вождь їде на чолі 20 000 вершників. Його звуть кундах, але той, хто насправді ними керує, називається джила. Усі мадяри беззастережно підкоряються цьому правителю в наступальних і оборонних війнах. … Їх територія величезна, тягнеться до Чорного моря, в яке впадають дві річки, одна більша за Окс. Їхні табори розташовані між цими двома річками.

—   Ібн Руста: Про мадярів

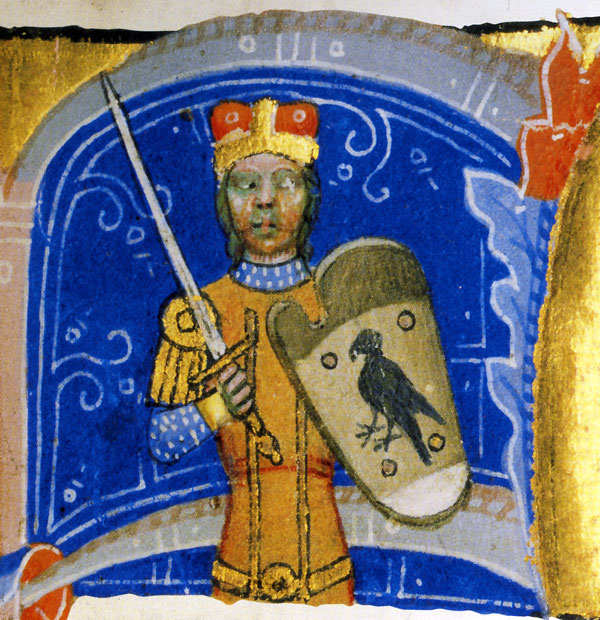
Син Алмоша, Арпад, зображення з Ілюмінованої хроніки, згідно з візантійським імператором Костянтином VII Багрянородним він був першим главою федерації мадярських племен.

Порфірогенет писав, що кабари  — група хозарів, які повстали проти кагана — приєдналися до мадярів в Етелькьозі в невизначений час, припускаючи, що мадяри позбулися сюзеренітету кагана. Кабари були організовані в три племена, але ними керував один вождь. Багрянородний також писав, що кабари «були підвищені до першого» племені, тому що вони показали себе «найсильнішими та найдоблеснішими» з племен. Відповідно кабари становили авангард угорців, оскільки кочові народи завжди ставили асоційовані племена в найбільш вразливе становище.
Ібн Руста писав, що мадяри підкорили сусідні слов'янські народи, наклавши на них «важку данину» і ставлячись до них як до полонених. Мадяри також «робили грабіжницькі набіги на слов'ян» і продавали полонених під час цих набігів візантійцям у Керчі на Кримському півострові. Загін угорських воїнів напав на майбутнього святого Кирила Філософа, «виючи, як вовки, бажаючи його вбити» в степах біля Криму, згідно з легендою про святого. Однак Кирило переконав їх «відпустити його і всю його свиту з миром». Мешканці регіонів уздовж лівого берега Дністра, яких руський первісний літопис визначив як тиверців, укріпили свої поселення в другій половині IX ст., що, здається, пов'язане з присутністю мадяр.

Грабіжницький набіг на Східне Франкське королівство в 862 році був першою зареєстрованою військовою експедицією мадярів у Центральну Європу. Цей набіг міг бути ініційований Растиславом Моравським, який воював з Людовиком Німецьким, згідно з Рона-Тасом і Спінеєм. У довшій версії «Анналів Зальцбурга» говориться, що мадяри повернулися до Східної Франкії та спустошили регіон Відня у 881 році. У цьому ж джерелі окремо згадується про грабування регіону Коварі, або Кабари. з Кульмберга чи Колміцатого ж року, показуючи, що кабари утворили окрему групу. На початку 880-х років «король» угорців мав дружню зустріч з Мефодієм, архієпископом Моравії, який, згідно з легендою Мефодія, повертався з Константинополя до Моравії. 
Коли король Угорщини прибув на землі Дунаю, Мефодій забажав його бачити. І хоч деякі припускали і казали: «Не уникне мук», Мефодій пішов до [царя]. І як годиться государю, [цар] прийняв [Мефодія] з честю, урочисто і з радістю. Розмовляючи з [Мефодієм], як і личить таким людям, [цар] відпустив [Мефодія] з обіймами та багатьма дарами. Цілуючи його, [цар] сказав: «Отче пречесний, пам'ятай мене завжди у святих своїх молитвах».

Завоювання Угорщиною Паннонії

—  Життя Мефодія

### Угорське завоювання (бл.895—907рр.)
Мадяри повернулися до Центральної Європи в липні 892 року, коли вони вторглися в Моравію в союзі з Арнульфом, королем Східної Франкії. Через два роки вони увірвалися в Маршу Паннонії. Згідно з « Анналами Фульди», вони «вбивали чоловіків і старих жінок наповал, а молодих жінок вивозили з собою, як худобу, щоб задовольнити свої похоті». Хоча в цьому джерелі не йдеться про союз між мадярами та моравським королем Сватоплуком I, більшість істориків погоджуються, що моравський правитель переконав їх вторгнутися до Східної Франкії. Під час своїх набігів на Карпатський басейн мадяри мали кілька нагод зібрати інформацію про свою майбутню батьківщину.
Саманідський емір Ісмаїл ібн Ахмад розпочав експедицію проти тюрків-огузів у 893 році, змусивши їх вторгнутися на землі печенігів між Волгою та Уралом. Після вигнання з батьківщини печеніги вирушили на захід у пошуках нових пасовищ. Тим часом мадяри вторглися в Болгарію в союзі з візантійським імператором Левом Мудрим. Болгарський цар Симеон I послав посланців до печенігів і переконав їх штурмувати Етелькоз. Несподівана навала зруйнувала неохоронювані поселення мадярів, змусивши їх покинути приморські степи та шукати притулку в Карпатських горах. Мадяри зайняли свою нову батьківщину в кілька етапів, спочатку заселяючи землі на схід від Дунаю і вторгшись у Панонію лише після смерті Арнульфа Східно-Франкського в 899 р. Вони знищили Моравію до 906 р. і зміцнили свій контроль над Карпатським басейном завдяки перемозі над баварською армією в битві при Брезалауспурці 907 р.